# تپه سلطان میدان
تپه سلطان میدان مربوط به دوران‌های تاریخی پس از اسلام است و در شهرستان نیشابور، بخش سرولایت، روستای سلطان میدان واقع شده و این اثر در تاریخ ۵ دی ۱۳۵۶ با شمارهٔ ثبت ۱۵۴۵ به‌عنوان یکی از آثار ملی ایران به ثبت رسیده است.